# Perímetro
En geometría, el perímetro (del griego περί- [peri-], 'alrededor', y -μετρος [-metros], 'medir') es una magnitud que representa la medida del contorno o el borde de una figura geométrica, esta se calcula sumando la longitud de todos los lados en las figuras planas, como triángulos, cuadrados o polígonos; en el caso de figuras curvas se les conoce como circunferencia. El perímetro se utiliza en diversas áreas como la arquitectura, la ingeniería y el diseño para determinar límites o bordes de espacios.

El perímetro es la distancia alrededor de una figura de dos dimensiones cerrada, o la medición de la distancia en torno a algo; la longitud de la frontera.

## Aplicaciones prácticas
El perímetro es un elemento fundamental  en el estudio de figuras geométricas y se utiliza para calcular la longitud de la frontera de un objeto, tal como una valla de una finca o terreno; además de  tener diversas aplicaciones prácticas:
Construcción: Calcular la cantidad de materiales para cercas, muros y la distribución de espacios en terrenos o edificios.
Agricultura: Determinar la longitud de cercas o sistemas de riego en parcelas.
Deportes: Definir las dimensiones de campos de juego o rutas de carrera.
Diseño industrial: Calcular materiales para embalajes, empaques o componentes de productos.
Geografía: Delimitar áreas geográficas o territorios en mapas.
Energía y recursos: Estimar materiales para instalaciones como paneles solares o sistemas de drenaje.
Educación: Resolver problemas matemáticos y enseñar geometría.
Turismo: Planificar rutas de senderismo o recorridos en parques.

## Polígonos

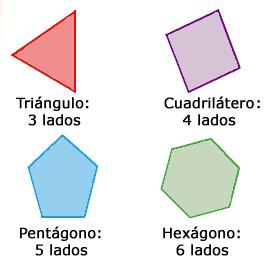
Algunos polígonos.

Un polígono es una figura formada por varias líneas rectas que se conectan entre sí, de manera que solo se tocan en sus extremos y no se cruzan. En otras palabras, es una forma cerrada compuesta por al menos tres puntos que están unidos por líneas rectas. Estas líneas no deben cruzarse entre sí, y cuando se encuentran en un mismo punto, las líneas no pueden estar en la misma dirección. Entonces, un polígono es el resultado de unir estos segmentos siguiendo esas reglas.
Un polígono regular es aquel que es equilátero y equiángulo, el ángulo central del polígono regular es el formado por dos vértices consecutivos del polígono y el centro del polígono, (como todo polígono regular puede inscribirse en una circunferencia, al centro de la circunferencia en la cual se inscribe un polígono regular se llama centro del polígono o ), al segmento trazado perpendicularmente desde el centro del polígono a cada uno de sus lados se llama apotema y su longitud corresponde a la altura de cada uno de los triángulos en que puede descomponerse el polígono regular.
Los polígonos regulares son necesarios para determinar los perímetros, por ende  no solo porque son las formas más simples, también porque los perímetros de muchas formas se calculan mediante la aproximación de ellos.
El primer matemático conocido por haber utilizado este tipo de razonamiento es Arquímedes, que se aproxima al perímetro de un círculo rodeándola con polígonos regulares. El perímetro de un polígono es igual a la suma de las longitudes de sus lados. En particular, el perímetro de un rectángulo de anchura {\displaystyle a} y longitud {\displaystyle l} es igual a {\displaystyle 2a+2l}. Un polígono equilátero es un polígono que tiene todos los lados de la misma  longitud (por ejemplo, un rombo es un polígono equilátero de 4 lados).
Para calcular el perímetro de un polígono equilátero, se debe multiplicar la longitud común de los lados por el número de lados. Un polígono regular puede ser definido por el número de sus lados y por su radio, es decir, la distancia constante entre su centro y cada uno de sus vértices.

## Apotema
La apotema es una línea importante en geometría que conecta el centro de un polígono regular con el punto medio de uno de sus lados, y que es perpendicular a ese lado. Este concepto es fundamental en diversas aplicaciones geométricas, especialmente para el cálculo del área de polígonos regulares.

### Definición
La apotema es utilizada para calcular el área de un polígono regular mediante la siguiente fórmula:
Área=21×Perímetro×Apotema
El perímetro se obtiene sumando las longitudes de todos los lados del polígono, y la apotema es la distancia desde el centro del polígono al punto medio de uno de sus lados. En un polígono regular, todos los ángulos y lados son congruentes, y la apotema se utiliza también para relacionar la figura con circunferencias inscritas (en el interior del polígono).

### Fórmulas y aplicaciones
- Cálculo de apotema: La apotema de un polígono regular con n lados y un lado l puede calcularse mediante la fórmula:

a=2⋅tan(nπ)l
Donde:
- a es la apotema,
- l es el lado del polígono,
- n es el número de lados.[2]

La apotema es fundamental en la resolución de problemas de áreas y perímetros de polígonos regulares. Además, tiene aplicaciones en áreas como la arquitectura y diseño de figuras simétricas y estructuras, ya que permite una mejor comprensión de las propiedades geométricas de estos cuerpos.

## Cálculo del perímetro de figuras geométricas habituales

### Perímetro de un polígono
El perímetro de un polígono se puede calcular sumando las longitudes de todos sus lados. Así pues, la fórmula para los triángulos es   
P = a + b + c, donde {\displaystyle \scriptstyle a}, {\displaystyle \scriptstyle b} y {\displaystyle \scriptstyle c} son las longitudes de cada lado. Para los cuadriláteros, la ecuación es P = a + b + c + d. Más en general, para un polígono de {\displaystyle \scriptstyle n} lados:

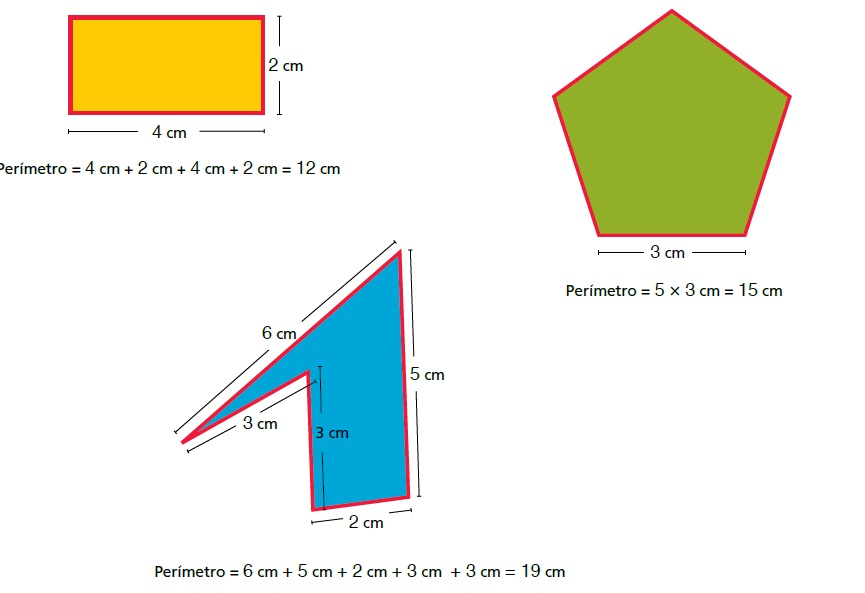
Un ejemplo de cómo se calcula el perímetro.

{\displaystyle P=a_{1}+a_{2}+a_{3}+...+a_{n}=\sum _{i=1}^{n}{a_{i}}}

donde {\displaystyle \scriptstyle n} es el número de lados y {\displaystyle \scriptstyle a_{i}} es la longitud del lado {\displaystyle \scriptstyle i}.
Para un polígono equilátero o regular, es decir, con todos los lados iguales:

{\displaystyle P=na}

donde {\displaystyle \scriptstyle n} es el número de lados y {\displaystyle \scriptstyle a} es la longitud del lado.

### Círculos
El perímetro de un círculo es la longitud de su circunferencia:

{\displaystyle P=2\pi \cdot r=d\pi }

donde:
{\displaystyle P\,} es la longitud del perímetro
{\displaystyle \pi \,} es la constante matemática pi ({\displaystyle \pi =3.141592653...})
{\displaystyle r\,} es la longitud del radio
{\displaystyle d\,} es la longitud del diámetro
Para obtener el perímetro de un círculo se multiplica el diámetro por el número π.

### Semicírculo
Un semicírculo es delimitada por un diámetro y la mitad de una circunferencia, por eso su perímetro es:
{\displaystyle P=2r+r\cdot \pi =r(2+\pi )}
o
{\displaystyle P=d+(d\cdot \pi )/2=d(1+\pi /2)}
donde:
- {\displaystyle P\,} es la longitud del perímetro
- {\displaystyle \pi \,} es la constante matemática pi ({\displaystyle \pi =3.14159...})
- {\displaystyle r\,} es la longitud del radio
- {\displaystyle d\,} es la longitud del diámetro

## Fórmulas generales
| forma               | fórmula                                                              | variables |
| ------------------- | -------------------------------------------------------------------- | --- |
| círculo             | {\displaystyle 2\pi r=\pi d}                                         | donde {\displaystyle r} es el radio del círculo y {\displaystyle d} es el diámetro                                                |
| triángulo           | {\displaystyle a+b+c\,}                                              | donde {\displaystyle a}, {\displaystyle b} y {\displaystyle c} son las longitudes de los lados del triángulo.                     |
| cuadrado/rombo      | {\displaystyle 4l}                                                   | donde {\displaystyle l} es la longitud del lado.                                                                                  |
| rectángulo          | {\displaystyle 2(l+a)}                                               | donde {\displaystyle l} es el largo y {\displaystyle a} el ancho.                                                                 |
| polígono equilátero | {\displaystyle n\cdot l\,}                                           | donde {\displaystyle n} es el número de lados y {\displaystyle l} es la longitud de uno de los lados.                             |
| polígono regular    | {\displaystyle n\cdot l\,}                                           | donde {\displaystyle n} es el número de lados y {\displaystyle l} es la longitud de uno de los lados.                             |
| polígono            | {\displaystyle a_{1}+a_{2}+a_{3}+\cdots +a_{n}=\sum _{i=1}^{n}a_{i}} | donde {\displaystyle a_{i}} es la longitud del lado {\displaystyle i} (1.º, 2.º, 3.º ... n-ésimo) lado de un polígono de n lados. |